# Яхья аль-Хаджури
Яхья́ ибн Али́ аль-Хаджу́ри (араб. يحيى بن علي الحجوري‎) — йеменский салафитский богослов, один из учеников Мукбиля ибн Хади, ставший после смерти учителя в 2001 году руководителем Дар аль-Хадиса в Даммадже.

## Биография

### Происхождение, ранние годы
Полное имя Яхьи аль-Хаджури — Абу Абдуррахман Яхья ибн Али ибн Ахмад ибн Али ибн Якуб аль-Хаджури (араб. يحيى بن علي بن أحمد بن علي بن يعقوب الحجوري‎), происходит из племени бани вахан (араб. بني وَهان‎). Его предки были из селения Эль-Ханджара (араб. الحَنجَرة‎) в районе Куайдина в мухафазе Хадджа. Дед аль-Хаджури Ахмад переселился в деревню Таб’уд, где родился его отец Али, а в 1958 году и сам Яхья. Отец аль-Хаджури занимался сельским хозяйством и воспитывал своих сыновей в религиозном духе.

### Обучение шариату и встреча с Мукбилем ибн Хади
После незначительного религиозного обучения на родине аль-Хаджури отправился в Саудовскую Аравию, где посещал уроки Убайдуллаха аль-Афгани в Абхе, посещал уроки таких чтецов Корана, как Мухаммад Азам и Мухаммад Башир. В это время Яхья аль-Хаджури узнал о салафитском шейхе Мукбиле ибн Хади аль-Вадии, который преподавал в йеменском городке Даммадж и встретился с ним в 1984 году. С этих пор аль-Хаджури начал обучаться у него разным шариатским наукам, а впоследствии начал замещать его на уроках. Накануне смерти Мукбиль ибн Хади завещал ему стать руководителем Дар аль-Хадиса после него, но несмотря на это, после кончины шейха между его учениками возникла конкуренция. Жёсткие взгляды аль-Хаджури привели к расколу с другими салафитскими лидерами из Дар аль-Хадиса, которые после кончины Мукбиля ибн Хади основали альтернативные салафитские центры в других местах.

### Руководитель Дар аль-хадиса
В 2011 году Яхья аль-Хаджури был обвинён в подготовке иностранных студентов к вооружённой борьбе с шиитами-хуситами, проживающими в районе Даммаджа; им был санкционирован джихад против них. Из-за боевых действий в этом районе (город несколько раз находился под осадой хуситов), в январе 2014 года аль-Хаджури был вынужден покинуть Даммадж и переселиться в столицу Йемена Сану. После взятия Саны аль-Хаджури организовал конференции в таких суннитских регионах, как Аден и Таиз, где выступил с призывом к мобилизации против шиитов.

## Критика
В различное время с похвалой в адрес аль-Хаджури высказывались: Мукбиль ибн Хади, Ахмад ан-Наджми, Мухаммад ибн Абд аль-Ваххаб аль-Банна, Раби аль-Мадхали, Салим аль-Хиляли и др.
Начиная с конца 2000-х годов в адрес Яхьи аль-Хаджури начала высказываться критика об «отклонениях» и «бида» в богословских вопросах со стороны салафитских улемов из различных стран, в том числе: Абдуллах аль-Бухари, Раби аль-Мадхали, Ахмад Базмуль, Усама аль-Утайби, Али аль-Хузейфи, Мухаммад аль-Имам и др. Претензии возникли из-за слов аль-Хаджури о том, мог ли ошибаться пророк Мухаммед и действовал ли он иногда согласно своему иджтихаду, а также его высказываний в адрес сподвижников Мухаммеда и выпадов в сторону некоторых салафитских улемов современности (Убейд аль-Джабири, Мухаммад аль-Вассаби, Мухаммад Али Фаркус). Все обвинения были отвергнуты самим аль-Хаджури и его единомышленниками и учениками. Нередко оппоненты аль-Хаджуриты называют его еретиком (мубтади’) и хаддадитом, а его сторонников — хаджуритами (араб. الحجاورة‎).
По воспоминаниям американского журналиста Питера Кёртиса (англ. Peter Theo Curtis) в книге Undercover Muslim: A Journey into Yemen, Яхья аль-Хаджури напоминает «рассеянного профессора», который много кричит на своих лекциях, а его учебное заведение основано на принципе «конструктивного хаоса».